# Los Angeles legjobbjai
A Los Angeles legjobbjai (eredeti cím: L.A.'s Finest) 2019-ben bemutatott amerikai televíziós sorozat, a Bad Boys-filmek spin-offja. A sorozat alkotói Brandon Margolis és Brandon Sonnier, a történet pedig a Bad Boys 2. – Már megint a rosszfiúkban szereplő Sydney Burnett és új társa, Nancy McKenna nyomozásait mutatja be. A két főszereplőt Gabrielle Union és Jessica Alba játssza, de mellettük szerepel még a sorozatban többek közt Duane Martin, Zach Gilford és Ryan McPartlin is.
Az Amerikai Egyesült Államokban a Spectrum mutatta be 2019. május 13-án, Magyarországon az AXN tűzte műsorra 2019. szeptember 30-án.

## Cselekmény
A történet főszereplője Sidney Burnett, a DEA egykori ügynöke, aki hátrahagyva a múltját Los Angelesbe költözik. Itt a helyi rendőrséghez megy nyomozónak, társául pedig a dolgozó anyukát, Nancy McKenna-t kapja meg. Ketten együtt igyekeznek rendet tartani a városban, miközben saját magánéletüket is rendbe akarják hozni.

## Szereplők

### Főszereplők
| Szereplő              | Színész         | Magyar hang[forrás?] |
| --------------------- | --------------- | -------------------- |
| Sydney "Syd" Burnett  | Gabrielle Union | Bánfalvi Eszter      |
| Nancy McKenna         | Jessica Alba    | Solecki Janka        |
| Benjamin "Ben" Baines | Duane Martin    | Pál Tamás            |
| Benjamin "Ben" Walker | Zach Gilford    |                      |
| Patrick McKenna       | Ryan McPartlin  |                      |
| Isabel "Izzy" McKenna | Sophie Reynolds | Szabó Luca           |
| Joseph Burnett        | Ernie Hudson    |                      |

### Fontosabb vendégszereplők
- Zach McGowan – Ray Sherman
- Rebecca Field – Alice Kensler
- Eddie Cahill – Michael Alber
- Sharon Lawrence – Gloria Walker
- Orlando Jones – Marshawn Davis hadnagy
- Hayley Erin – Desiree Roberts

## Epizódok
| Évad | Évad | Részek száma | Részek száma | Eredeti sugárzás    | Eredeti sugárzás    | Eredeti adó | Magyar sugárzás      | Magyar sugárzás    | Magyar adó |
| Évad | Évad | Részek száma | Részek száma | Évadbemutató        | Évadzáró            | Eredeti adó | Évadbemutató         | Évadzáró           | Magyar adó |
| ---- | ---- | ------------ | ------------ | ------------------- | ------------------- | ----------- | -------------------- | ------------------ | ---------- |
|      | 1.   | 13           | 13           | 2019. május 13.     | 2019. június 17.    | Spectrum    | 2019. szeptember 30. | 2019. december 23. | AXN        |
|      | 2.   | 13           | 13           | 2020. szeptember 9. | 2020. szeptember 9. | Spectrum    | 2020. október 26.    | 2021. február 2.   | AXN        |

### 1. évad (2019)
| Sor. | Év. | Cím                                             | Rendező        | Író                                | Premier                              | Gyártási szám |
| ---- | --- | ----------------------------------------------- | -------------- | ---------------------------------- | ------------------------------------ | ------------- |
| 1.   | 1.  | Padlógázzal (Pilot)                             | Anton Cropper  | Brandon Margolis & Brandon Sonnier | 2019. május 13. 2019. szeptember 30. | 101           |
| 2.   | 2.  | Makacsság (Defiance)                            | Anton Cropper  | John Dove & Pam Veasey             | 2019. május 13. 2019. október 7.     | 102           |
| 3.   | 3.  | Fegyencjárat (Con Air)                          | Antonio Negret | Brandon Margolis & Brandon Sonnier | 2019. május 13. 2019. október 14.    | 103           |
| 4.   | 4.  | Dezsavű (Déjà Vu)                               | Antonio Negret | Andrea Thornton Bolden             | 2019. május 20. 2019. október 21.    | 104           |
| 5.   | 5.  | Viszontlátás... (Farewell...)                   | Eagle Egilsson | J.L. Tiggett                       | 2019. május 20. 2019. október 28.    | 105           |
| 6.   | 6.  | ...Az én drágám (...My Lovely)                  | Janice Cooke   | Diana Mendez                       | 2019. május 27. 2019. november 4.    | 106           |
| 7.   | 7.  | Titkok könyve (Book of Secrets)                 | Anton Cropper  | Brandon Margolis & Brandon Sonnier | 2019. május 27. 2019. november 11.   | 107           |
| 8.   | 8.  | A holtak nem beszélnek (Dead Men Tell No Tales) | Anton Cropper  | John Dove                          | 2019. június 3. 2019. november 18.   | 108           |
| 9.   | 9.  | Veszélyes alakok (Dangerous Minds)              | Nathan Hope    | Pam Veasey                         | 2019. június 3. 2019. november 25.   | 109           |
| 10.  | 10. | Az államellensége (Enemy of the State)          | Anton Cropper  | Carol Bass & Megan McNamara        | 2019. június 10. 2019. december 2.   | 110           |
| 11.  | 11. | A tolvaj (Thief)                                | Lexi Alexander | Marisa Tam                         | 2019. június 10. 2019. december 9.   | 111           |
| 12.  | 12. | Armageddon (Armageddon)                         | Janice Cooke   | John Dove & J.L. Tiggett           | 2019. június 17. 2019. december 16.  | 112           |
| 13.  | 13. | Rosszlányok (Bad Girls)                         | Anton Cropper  | Brandon Margolis & Brandon Sonnier | 2019. június 17. 2019. december 23.  | 113           |

### 2. évad (2020)
| Sor. | Év. | Cím                                                              | Rendező               | Író                                | Premier                                | Gyártási szám |
| ---- | --- | ---------------------------------------------------------------- | --------------------- | ---------------------------------- | -------------------------------------- | ------------- |
| 14.  | 1.  | A fekete gyöngy átka (The Curse of the Black Pearl)              | Anton L. Cropper      | Brandon Margolis & Brandon Sonnier | 2020. szeptember 9. 2020. október 26.  | 201           |
| 15.  | 2.  | A magányos lovas (The Lone Ranger)                               | Anton L. Cropper      | John Dove                          | 2020. szeptember 9. 2020. november 2.  | 202           |
| 16.  | 3.  | A szívrabló (Thief of Hearts)                                    | Lisa Campbell Demaine | Marisa Tam                         | 2020. szeptember 9. 2020. november 9.  | 203           |
| 17.  | 4.  | Beverly Hillsi Zsaru (Beverly Hills Cops)                        | Solvan Naim           | Aaron Carew                        | 2020. szeptember 9. 2020. november 16. | 204           |
| 18.  | 5.  | Tolvajtempó (Gone in 60 Seconds)                                 | Ray Daniels           | Michael Ballin & Thomas Aguilar    | 2020. szeptember 9. 2020. november 23. | 205           |
| 19.  | 6.  | Maverick (Maverick)                                              | Ruben Garcia          | Megan McNamara                     | 2020. szeptember 9. 2020. november 30. | 206           |
| 20.  | 7.  | Menni vagy meghalni (March or Die)                               | Brandon Sonnier       | Pam Veasey                         | 2020. szeptember 9. 2020. december 7.  | 207           |
| 21.  | 8.  | Rossz társaság (Bad Company)                                     | Anna Mastro           | Carol Bass                         | 2020. szeptember 9. 2020. december 14. | 208           |
| 22.  | 9.  | Kenguru Jack (Kangaroo Jack)                                     | Anna Mastro           | Carol Bass                         | 2020. szeptember 9. 2021. január 4.    | 209           |
| 23.  | 10. | Távozz tőlem, sátán! (Deliver Us from Evil)                      | Anton L. Cropper      | Aaron Carew & Marisa Tam           | 2020. szeptember 9. 2021. január 11.   | 210           |
| 24.  | 11. | Rafferty és az aranypor ikrek (Rafferty and the Gold Dust Twins) | Darren Grant          | Barry L. Levy                      | 2020. szeptember 9. 2021. január 18.   | 211           |
| 25.  | 12. | Sakáltanya (Coyote Ugly)                                         | Erica Watson          | Michael Ballin & Thomas Aguilar    | 2020. szeptember 9. 2021. január 25.   | 212           |
| 26.  | 13. | Életfogytig (For Life)                                           | Antonio Negret        | Brandon Margolis & Brandon Sonnier | 2020. szeptember 9. 2021. február 2.   | 213           |